# Roybon
Roybon är en kommun i departementet Isère i regionen Auvergne-Rhône-Alpes i sydöstra Frankrike. Kommunen ligger i kantonen Roybon som tillhör arrondissementet Grenoble. År 2022 hade Roybon 1 103 invånare.

## Befolkningsutveckling
Antalet invånare i kommunen Roybon
Referens:INSEE